# XIV legislatura della Repubblica Italiana

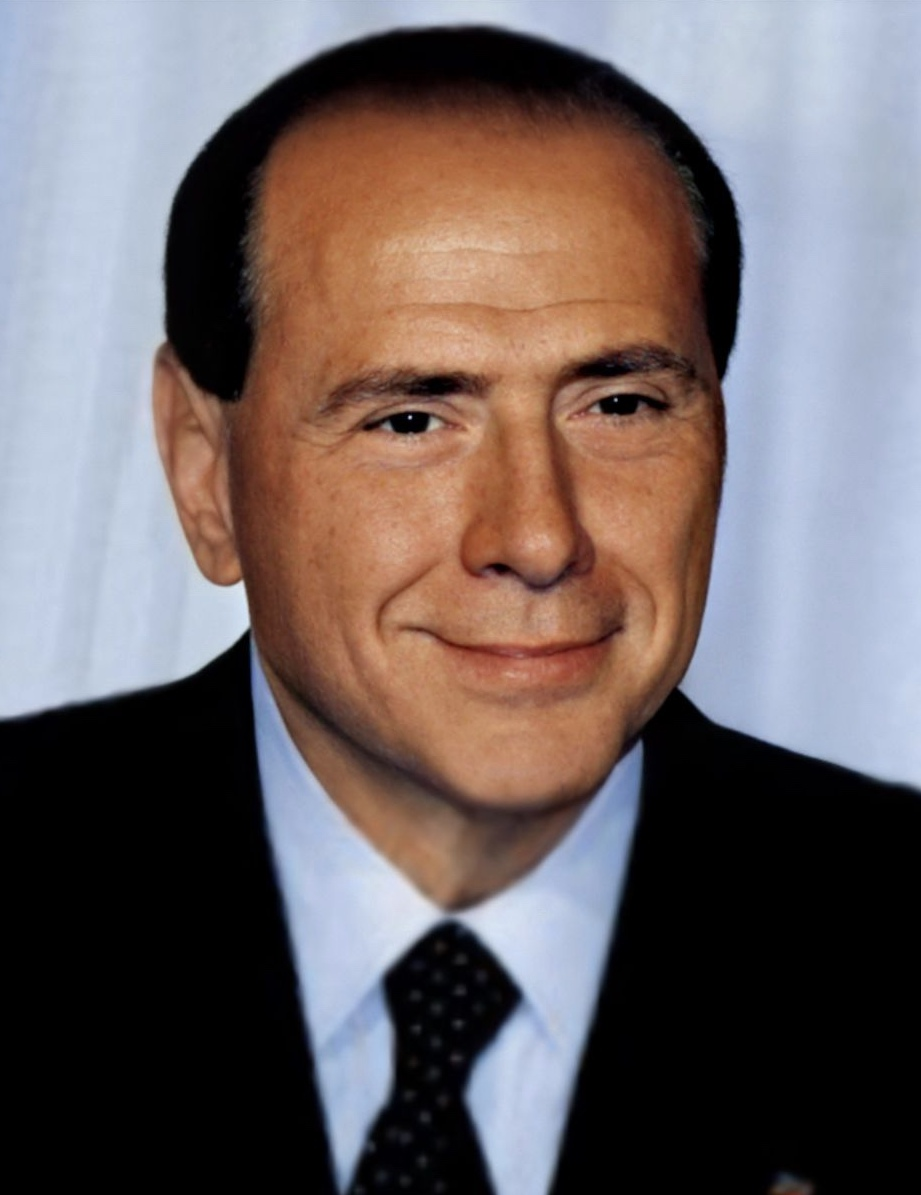
Silvio Berlusconi, Presidente del Consiglio per l'intera legislatura.

La XIV legislatura della Repubblica Italiana è stata in carica dal 30 maggio 2001 al 27 aprile 2006.

## Cronologia
Le elezioni politiche si tennero il 13 maggio 2001.
Il 3 e 4 aprile 2005 si tennero le elezioni regionali; i candidati espressione della maggioranza di governo furono sconfitti in 12 regioni su 14. UDC e AN imputarono la pesante sconfitta all'eccessivo peso della Lega all'interno della coalizione. Iniziò così una crisi di governo che portò alle dimissioni del presidente del Consiglio dei ministri Silvio Berlusconi il 20 aprile 2005. Il governo Berlusconi II è stato il più lungo della storia della Repubblica Italiana.
Il 22 aprile il Presidente della repubblica Carlo Azeglio Ciampi ha incaricato nuovamente Silvio Berlusconi di formare un governo. Il 26 aprile Berlusconi ha presentato il governo alla Camera dei deputati. Il 28 aprile ha ottenuto anche la fiducia dal Senato della Repubblica; ha inizio così il governo Berlusconi III.
L'11 febbraio 2006 il presidente della Repubblica ha firmato il decreto di scioglimento delle Camere.

## Governi
- Governo Berlusconi II
  - Dall'11 giugno 2001 al 23 aprile 2005
  - Composizione del governo: FI, AN, CCD-CDU/UDC, LN, NPSI, PRI, Indipendenti
  - Presidente del Consiglio dei ministri: Silvio Berlusconi (deputato, FI)
- Governo Berlusconi III
  - Dal 23 aprile 2005 al 17 maggio 2006
  - Composizione del governo: FI, AN, UDC, LN, NPSI, PRI, Indipendenti
  - Presidente del Consiglio dei ministri: Silvio Berlusconi (deputato, FI)

## Camera dei deputati

### Ufficio di Presidenza

#### Presidente
Pier Ferdinando Casini (UDC)

#### Vicepresidenti
- Alfredo Biondi (FI)
- Publio Fiori (Misto-ED)
- Fabio Mussi (DS-Ulivo)
- Clemente Mastella (Misto-Pop-UDEUR)

#### Questori
- Francesco Colucci (FI)
- Edouard Ballaman (LNFP)
- Paola Manzini (DS-Ulivo)

#### Segretari
- Vittorio Tarditi (FI)
- Teodoro Buontempo (AN)
- Giovanni Deodato (FI)
- Luciano Dussin (LNFP)
- Antonio Mazzocchi (AN)
- Lalla Trupia (DS-Ulivo)
- Giovanni Bianchi (DL-Ulivo)
- Gabriella Pistone (Misto-CI)
- Tiziana Valpiana (RC)
- Elena Emma Cordoni (DS-Ulivo) [dal 05/10/2004]
- Francesco Paolo Lucchese (UDC) [dal 16/02/2005]

### Capigruppo parlamentari
| Gruppo parlamentare | Gruppo parlamentare                                                        | Presidente                                                           | Seggi     |
| ------------------- | -------------------------------------------------------------------------- | -------------------------------------------------------------------- | --------- |
|                     | Forza Italia                                                               | Elio Vito                                                            | 167 / 610 |
|                     | Democratici di Sinistra-L'Ulivo                                            | Luciano Violante                                                     | 129 / 610 |
|                     | Alleanza Nazionale                                                         | Ignazio La Russa                                                     | 94 / 610  |
|                     | Margherita, DL-L'Ulivo                                                     | Pierluigi Castagnetti                                                | 80 / 610  |
|                     | Misto                                                                      | Marco Boato                                                          | 64 / 610  |
|                     | UDC Unione dei Democratici Cristiani e dei Democratici di Centro (CCD-CDU) | Luca Volontè                                                         | 38 / 610  |
|                     | Lega Nord Federazione Padana                                               | Alessandro Cè [fino all'11/05/2005] Andrea Gibelli [dall'11/05/2005] | 26 / 610  |
|                     | Rifondazione Comunista                                                     | Francesco Giordano                                                   | 12 / 610  |

### Commissioni parlamentari

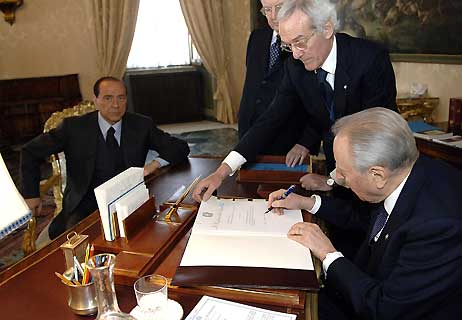
Il presidente della Repubblica Ciampi firma il decreto di scioglimento delle Camere alla presenza del presidente del Consiglio Berlusconi

| #    | Commissione                                                     | Presidente                                          | Presidente                                                     |
| ---- | --------------------------------------------------------------- | --------------------------------------------------- | -------------------------------------------------------------- |
| I    | Affari costituzionali, della Presidenza del consiglio e interni |                                                     | Donato Bruno (FI)                                              |
| II   | Giustizia                                                       |                                                     | Gaetano Pecorella (FI)                                         |
| III  | Affari esteri e comunitari                                      |                                                     | Gustavo Selva (AN)                                             |
| IV   | Difesa                                                          |                                                     | Luigi Ramponi (AN)                                             |
| V    | Bilancio, tesoro e programmazione                               |                                                     | Giancarlo Giorgetti (LNFP)                                     |
| VI   | Finanze                                                         |                                                     | Giorgio La Malfa (Misto-Lib-dem-Rep-NPSI) [fino al 23/04/2005] |
| VI   | Finanze                                                         | Antonio Marzano (FI) [dal 04/05/2005 al 21/09/2005] |                                                                |
| VI   | Finanze                                                         | Renzo Patria (FI) [dal 28/09/2005]                  |                                                                |
| VII  | Cultura, scienza e istruzione                                   |                                                     | Ferdinando Adornato (FI)                                       |
| VIII | Ambiente, territorio e lavori pubblici                          |                                                     | Pietro Armani (AN)                                             |
| IX   | Trasporti, poste e telecomunicazioni                            |                                                     | Paolo Romani (FI) [fino al 23/04/2005]                         |
| IX   | Trasporti, poste e telecomunicazioni                            | Angelo Sanza (FI) [dal 04/05/2005]                  |                                                                |
| X    | Attività produttive, commercio e turismo                        |                                                     | Bruno Tabacci (UDC)                                            |
| XI   | Lavoro pubblico e privato                                       |                                                     | Domenico Benedetti Valentini (AN)                              |
| XII  | Affari sociali                                                  |                                                     | Giuseppe Palumbo (FI)                                          |
| XIII | Agricoltura                                                     |                                                     | Giacomo De Ghislanzoni Cardoli (FI)                            |
| XIV  | Politiche dell'Unione europea                                   |                                                     | Giacomo Stucchi (LNFP)                                         |

### Riepilogo composizione
| Gruppo parlamentare alla Camera dei deputati | Gruppo parlamentare alla Camera dei deputati                                     | Gruppo parlamentare alla Camera dei deputati                                     | Gruppo parlamentare alla Camera dei deputati                                     | Inizio legislatura | 2001 | 2002 | 2003 | 2004 | 2005 | Fine legislatura |
| -------------------------------------------- | -------------------------------------------------------------------------------- | -------------------------------------------------------------------------------- | -------------------------------------------------------------------------------- | ------------------ | ---- | ---- | ---- | ---- | ---- | ---------------- |
|                                              | Forza Italia (FI)                                                                | Forza Italia (FI)                                                                | Forza Italia (FI)                                                                | 178                | 177  | 177  | 176  | 176  | 167  | 167              |
|                                              | Democratici di Sinistra-L'Ulivo (DS-Ulivo)                                       | Democratici di Sinistra-L'Ulivo (DS-Ulivo)                                       | Democratici di Sinistra-L'Ulivo (DS-Ulivo)                                       | 137                | 136  | 136  | 136  | 135  | 130  | 129              |
|                                              | Alleanza Nazionale (AN)                                                          | Alleanza Nazionale (AN)                                                          | Alleanza Nazionale (AN)                                                          | 99                 | 99   | 99   | 97   | 97   | 95   | 94               |
|                                              | Margherita, DL-L'Ulivo (DL-Ulivo)                                                | Margherita, DL-L'Ulivo (DL-Ulivo)                                                | Margherita, DL-L'Ulivo (DL-Ulivo)                                                | 80                 | 84   | 77   | 76   | 79   | 80   | 80               |
|                                              | UDC Unione dei Democratici Cristiani e dei Democratici di Centro (CCD-CDU) (UDC) | UDC Unione dei Democratici Cristiani e dei Democratici di Centro (CCD-CDU) (UDC) | UDC Unione dei Democratici Cristiani e dei Democratici di Centro (CCD-CDU) (UDC) | 40                 | 40   | 40   | 38   | 36   | 38   | 38               |
|                                              | Lega Nord Federazione Padana (LNFP)                                              | Lega Nord Federazione Padana (LNFP)                                              | Lega Nord Federazione Padana (LNFP)                                              | 30                 | 30   | 30   | 29   | 28   | 26   | 26               |
|                                              | Rifondazione Comunista (RC)                                                      | Rifondazione Comunista (RC)                                                      | Rifondazione Comunista (RC)                                                      | —                  | 11   | 11   | 11   | 11   | 12   | 12               |
|                                              | Gruppo misto                                                                     |                                                                                  | Non iscritti                                                                     | 52                 | 7    | 4    | 6    | 10   | 7    | 7                |
|                                              | Gruppo misto                                                                     | La rosa nel pugno (RNP)                                                          | —                                                                                | 9                  | 9    | 9    | 9    | 11   | 11   |                  |
|                                              | Gruppo misto                                                                     | Popolari-UDEUR (UDEUR)                                                           | —                                                                                | —                  | 7    | 11   | 7    | 13   | 11   |                  |
|                                              | Gruppo misto                                                                     | Comunisti italiani (CI)                                                          | —                                                                                | 10                 | 10   | 10   | 10   | 10   | 10   |                  |
|                                              | Gruppo misto                                                                     | Verdi - l'Unione (V-Unione)                                                      | —                                                                                | 7                  | 7    | 7    | 7    | 7    | 7    |                  |
|                                              | Gruppo misto                                                                     | Liberal-democratici, Repubblicani, Nuovo PSI (Lib-dem, Rep, NPSI)                | —                                                                                | —                  | 6    | 6    | 6    | 6    | 6    |                  |
|                                              | Gruppo misto                                                                     | Minoranze linguistiche (Min. ling.)                                              | —                                                                                | 5                  | 5    | 5    | 5    | 5    | 5    |                  |
|                                              | Gruppo misto                                                                     | Ecologisti democratici (ED)                                                      | —                                                                                | —                  | —    | —    | —    | 4    | 4    |                  |
|                                              | Gruppo misto                                                                     | MRE Movimento Repubblicani Europei (MRE)                                         | —                                                                                | —                  | —    | —    | —    | —    | 3    |                  |
|                                              | Gruppo misto                                                                     | Nuovo PSI (NPSI)                                                                 | —                                                                                | 3                  | —    | —    | —    | —    | —    |                  |
|                                              | Gruppo misto                                                                     | Rifondazione Comunista (RC)                                                      | —                                                                                | —                  | —    | —    | —    | —    | —    |                  |
| Totale Gruppo misto                          | Totale Gruppo misto                                                              | 52                                                                               | 41                                                                               | 48                 | 54   | 54   | 63   | 64   |      |                  |
| Totale                                       | Totale                                                                           | Totale                                                                           | Totale                                                                           | 616                | 618  | 618  | 617  | 616  | 611  | 610              |

#### Modifiche intervenute nella composizione dei gruppi parlamentari
1. ↑  Un deputato del gruppo FI decede durante il 2001: Lucio Colletti il 3 novembre, il 27 aprile 2005 è sostituito da Paolo Dalle Fratte.
2. ↑  Un deputato aderisce al gruppo FI durante il 2002. Abbandonando il gruppo Misto-NI: Gianstefano Frigerio il 6 novembre.

Un deputato abbandona il gruppo FI durante il 2002. Aderisce al gruppo Misto-NI: Filippo Mancuso il 10 luglio.
3. ↑  Un deputato aderisce al gruppo FI durante il 2003. Abbandonando il gruppo UDC: Francesco Brusco il 30 luglio.

Un deputato abbandona il gruppo FI durante il 2003. Aderisce al gruppo Misto-Udeur-PE: Maurizio Bertucci il 18 luglio.

Un deputato del gruppo FI cessa dal mandato parlamentare durante il 2003: Angelo Michele Iorio il 15 gennaio, il 27 aprile 2005 è sostituito da Riccardo Tamburro.
4. ↑  Un deputato aderisce al gruppo FI durante il 2004. Abbandonando il gruppo Misto-AP-UDEUR: Maurizio Bertucci il 24 febbraio.

Un deputato del gruppo FI cessa dal mandato parlamentare durante il 2004: Franco Frattini il 22 novembre, il 27 aprile 2005 è sostituito da Michele Zuin.
5. ↑  Tre deputati subentranti aderiscono al gruppo FI durante il 2005: Paolo Dalle Fratte, Riccardo Tamburro e Michele Zuin il 27 settembre, rispettivamente in sostituzione di Lucio Colletti, Angelo Michele Iorio e Franco Frattini.

Otto deputati abbandonano il gruppo FI durante il 2005. Aderiscono al gruppo Misto-Pop-UDEUR: Giampaolo Nuvoli il 3 gennaio, Sergio Iannuccilli e Antonio Oricchio il 1º febbraio, Ciro Borriello il 29 luglio. Aderiscono al gruppo Misto-NI: Vittorio Sgarbi il 5 maggio, Paolo Santulli il 6 maggio, Ciro Falanga il 23 giugno, Luciano Sardelli il 6 ottobre.

Tre deputati del gruppo FI cessano dal mandato parlamentare durante il 2005: Rodolfo Gigli il 15 settembre; Antonio Marzano il 28 settembre, il 4 ottobre è sostituito da Antonio Marotta che aderisce al gruppo UDC; Giuliano Urbani il 6 ottobre.

Un deputato del gruppo FI decede durante il 2005: Luigi Muratori il 19 dicembre, il 21 dicembre è sostituito da Fabio Rampelli che aderisce al gruppo AN.
6. ↑  Un deputato abbandona il gruppo DS-Ulivo durante il 2001. Aderisce al gruppo Misto-CI: Claudio Franci il 13 giugno.
7. ↑  Tre deputati del gruppo DS-Ulivo cessano dal mandato parlamentare durante il 2004: Pier Luigi Bersani, Massimo D'Alema e Mauro Zani il 19 luglio, sostituiti rispettivamente da Massimo Tedeschi il 27 ottobre, Lorenzo Ria che aderisce al gruppo DL-Ulivo il 29 ottobre e Gian Luigi Boiardi il 20 luglio.
8. ↑  Quattro deputati abbandonano il gruppo DS-Ulivo durante il 2005. Aderisce al gruppo RC: Pietro Folena il 13 aprile. Aderisce al gruppo Misto-CI: Roberto Sciacca il 9 maggio. Aderisce al gruppo Misto-NI: Italo Sandi il 24 giugno. Aderisce al gruppo Misto-SDI-US: Giacomo Mancini il 26 settembre.

Quattro deputati del gruppo DS-Ulivo cessano dal mandato parlamentare durante il 2005: Gian Luigi Boiardi il 9 febbraio, l'11 febbraio è sostituito da Luciano Pettinari; Claudio Burlando il 20 aprile, il 27 aprile è sostituito da Giovanni Rainisio; Augusto Battaglia il 26 aprile, il 30 giugno è sostituito da Michele Pompeo Meta; Carlo Rognoni il 3 ottobre.
9. ↑  Un deputato abbandona il gruppo DS-Ulivo durante il 2006. Aderisce al gruppo Misto-NI: Giorgio Bogi il 3 febbraio.
10. ↑  Una deputata aderisce al gruppo AN durante il 2001. Abbandonando il gruppo Misto-NI: Daniela Santanchè il 12 luglio.

Due deputati del gruppo AN cessano dal mandato parlamentare durante il 2001: Viviana Beccalossi l'11 luglio, lo stesso giorno è sostituita da Daniela Santanchè che aderisce al gruppo Misto-NI; Guido Lo Porto il 31 luglio, il giorno successivo è sostituito da Giampiero Cannella.
11. ↑  Due deputati abbandonano il gruppo AN durante il 2003. Aderiscono al gruppo Misto-NI: Antonio Serena il 20 novembre, Alessandra Mussolini il 3 dicembre.
12. ↑  Un deputato subentrante aderisce al gruppo AN durante il 2005: Fabio Rampelli il 21 dicembre, in sostituzione di Luigi Muratori del gruppo FI.

Due deputati abbandonano il gruppo AN durante il 2005. Aderiscono al gruppo Misto-NI: Vincenzo Canelli il 28 luglio, Publio Fiori il 29 luglio.

Tre deputati del gruppo AN cessano dal mandato parlamentare durante il 2005: Roberto Alboni il 14 giugno; Agostino Ghiglia il 12 settembre, il 14 settembre è sostituito da Massimiliano De Seneen; Gennaro Malgieri il 3 ottobre, il giorno successivo è sostituito da Alfredo Mantovano.
13. ↑  Un deputato del gruppo AN decede durante il 2006: Nino Sospiri il 2 gennaio.
14. ↑  Una deputata aderisce al gruppo DL-Ulivo durante il 2001. Abbandonando il gruppo Misto-Verdi-U: Carla Rocchi il 18 luglio.

Tre deputati subentranti aderiscono al gruppo DL-Ulivo durante il 2001: Paolo Gentiloni, Santino Adamo Loddo e Gabriele Frigato il 20 giugno, in sostituzione rispettivamente di Enzo Bianco, che opta per il seggio nella circoscrizione XXV Sicilia 2, Pierluigi Castagnetti, eletto al maggioritario nel collegio 24 - Carpi, e Enrico Letta, che opta per il seggio nella circoscrizione I Piemonte 1.
15. ↑  Sette deputati abbandonano il gruppo DL-Ulivo durante il 2002. Aderiscono al gruppo Misto-Udeur-PE: Nuccio Cusumano, Clemente Mastella, Massimo Ostillio, Luigi Pepe, Pino Pisicchio e Antonio Potenza il 27 giugno, Carla Mazzuca Poggiolini il 15 luglio.
16. ↑  Un deputato subentrante aderisce al gruppo DL-Ulivo durante il 2003: Ettore Rosato il 28 ottobre, in sostituzione di Riccardo Illy del gruppo Misto-NI.

Due deputati abbandonano il gruppo DL-Ulivo durante il 2003. Aderisce al gruppo Misto-Udeur-PE: Sandro De Franciscis il 17 giugno. Aderisce al gruppo Misto-NI: Lorenzo Acquarone il 24 luglio.
17. ↑  Un deputato aderisce al gruppo DL-Ulivo durante il 2004. Abbandonando il gruppo Misto-NI: Sergio D'Antoni il 16 novembre.

Due deputati subentranti aderiscono al gruppo DL-Ulivo durante il 2004: Roberto Zaccaria il 26 ottobre, in sostituzione di Umberto Bossi del gruppo LNFP; Lorenzo Ria il 29 ottobre, in sostituzione di Massimo D'Alema del gruppo DS-Ulivo.

Due deputati del gruppo DL-Ulivo cessano dal mandato parlamentare durante il 2004: Enrico Letta il 19 luglio, il giorno successivo è sostituito da Mauro Maria Marino; Lapo Pistelli il 19 luglio, il 27 ottobre è sostituito da Antonello Giacomelli.
18. ↑  Due deputati aderiscono al gruppo DL-Ulivo durante il 2005. Abbandonando il gruppo Misto-NI: Dorina Bianchi il 23 marzo, Stefano Zara il 27 luglio.

Due deputati del gruppo DL-Ulivo cessano dal mandato parlamentare durante il 2005: Agazio Loiero il 26 aprile, il 29 giugno è sostituito da Nicodemo Oliverio; Fabio Ciani il 1º giugno.
19. ↑  Due deputati abbandonano il gruppo UDC durante il 2003. Aderisce al gruppo Misto-UDEUR-PE: Lorenzo Montecuollo il 25 marzo. Aderisce al gruppo FI: Francesco Brusco il 30 luglio.
20. ↑  Un deputato abbandona il gruppo UDC durante il 2004. Aderisce al gruppo Misto-NI: Giovanni Mongiello il 14 ottobre.

Un deputato del gruppo UDC decede durante il 2004: Gianfranco Cozzi l'8 giugno, il 26 ottobre è sostituito da Stefano Zara che aderisce al gruppo Misto-NI.
21. ↑  Tre deputati aderiscono al gruppo UDC durante il 2005. Abbandonando il gruppo Misto-NI: Pier Ferdinando Casini il 17 novembre, Vincenzo Canelli il 23 novembre, Italo Sandi il 22 dicembre.

Un deputato subentrante aderisce al gruppo UDC durante il 2005: Antonio Marotta il 4 ottobre, in sostituzione di Antonio Marzano del gruppo FI.

Due deputati abbandonano il gruppo UDC durante il 2005. Aderiscono al gruppo Misto-NI: Gianfranco Rotondi il 13 gennaio, Dorina Bianchi il 17 gennaio.
22. ↑  Un deputato abbandona il gruppo LNP durante il 2003. Aderisce al gruppo Misto-NI: Piergiorgio Martinelli l'8 ottobre.
23. ↑  Un deputato del gruppo LNFP cessa dal mandato parlamentare durante il 2004: Umberto Bossi il 19 luglio, il 26 ottobre è sostituito da Roberto Zaccaria che aderisce al gruppo DL-Ulivo.
24. ↑  Due deputati del gruppo LNFP cessano dal mandato parlamentare durante il 2005: Alessandro Cè il 14 settembre; Giovanna Bianchi Clerici il 3 ottobre.
25. ↑  Undici deputati aderiscono al gruppo RC durante il 2001. Abbandonando il gruppo Misto-RC: Fausto Bertinotti, Titti De Simone, Elettra Deiana, Alfonso Gianni, Francesco Giordano, Ramon Mantovani, Graziella Mascia, Giuliano Pisapia, Giovanni Russo Spena, Tiziana Valpiana e Nichi Vendola il 14 giugno.
26. ↑  Un deputato del gruppo RC cessa dal mandato parlamentare durante il 2004: Fausto Bertinotti il 19 luglio, il giorno successivo è sostituito da Marilde Provera.
27. ↑  Un deputato aderisce al gruppo RC durante il 2005. Abbandonando il gruppo DS-Ulivo: Pietro Folena il 13 aprile.

Un deputato del gruppo RC cessa dal mandato parlamentare durante il 2005: Nichi Vendola il 3 maggio, il giorno successivo è sostituito da Maria Celeste Nardini.
28. ↑  Una deputata subentrante aderisce al gruppo Misto-NI durante il 2001: Daniela Santanchè l'11 luglio, in sostituzione di Viviana Beccalossi del gruppo AN.

Quarantacinque deputati abbandonano il gruppo Misto-NI durante il 2001. Aderiscono al gruppo Misto-RC: Fausto Bertinotti, Titti De Simone, Elettra Deiana, Alfonso Gianni, Francesco Giordano, Ramon Mantovani, Graziella Mascia, Giuliano Pisapia, Giovanni Russo Spena, Tiziana Valpiana e Nichi Vendola il 13 giugno. Aderiscono al gruppo Misto-CI: Katia Bellillo, Armando Cossutta, Maura Cossutta, Oliviero Diliberto, Nerio Nesi, Gabriella Pistone, Marco Rizzo, Cosimo Sgobio e Saverio Vertone il 13 giugno. Aderiscono al gruppo Misto-SDI: Giuseppe Albertini, Enrico Boselli, Enrico Buemi, Enzo Ceremigna, Lello Di Gioia, Franco Grotto, Ugo Intini, Domenico Pappaterra e Roberto Villetti il 13 giugno. Aderiscono al gruppo Misto-V-Unione: Marco Boato, Mauro Bulgarelli, Paolo Cento, Laura Cima, Marco Lion, Alfonso Pecoraro Scanio, Carla Rocchi e Luana Zanella il 13 giugno. Aderiscono al gruppo Misto-Min. ling.: Siegfried Brugger, Ivo Collé, Giuseppe Detomas, Johann Georg Widmann e Karl Zeller il 13 giugno. Aderiscono al gruppo Misto-NPSI: Bobo Craxi, Vincenzo Milioto e Chiara Moroni il 13 giugno. Aderisce al gruppo AN: Daniela Santanchè il 12 luglio.
29. ↑  Due deputati aderiscono al gruppo Misto-NI durante il 2002. Abbandonando il gruppo FI: Filippo Mancuso il 10 luglio. Abbandonando il gruppo DL-Ulivo: Carla Mazzuca Poggiolini il 15 maggio.

Cinque deputati abbandonano il gruppo Misto-NI durante il 2002. Aderiscono al gruppo Misto-Lib-dem-Rep-NPSI: Michele Cossa, Giorgio La Malfa e Nicolò Nicolosi il 14 maggio. Aderisce al gruppo Misto-UDEUR-PE: Carla Mazzuca Poggiolini il 19 luglio. Aderisce al gruppo FI: Gianstefano Frigerio il 6 novembre.
30. ↑  Quattro deputati aderiscono al gruppo Misto-NI durante il 2003. Abbandonando il gruppo AN: Antonio Serena il 20 novembre, Alessandra Mussolini il 3 dicembre. Abbandonando il gruppo DL-Ulivo: Lorenzo Acquarone il 24 luglio. Abbandonando il gruppo LNP: Piergiorgio Martinelli l'8 ottobre.

Un deputato abbandona il gruppo Misto-NI durante il 2003. Aderisce al gruppo UDEUR-PE: Lorenzo Acquarone il 15 settembre.

Un deputato del gruppo Misto-NI cessa dal mandato parlamentare durante il 2003: Riccardo Illy il 18 ottobre, il 28 ottobre è sostituito da Ettore Rosato che aderisce al gruppo DL-Ulivo.
31. ↑  Quattro deputati aderiscono al gruppo Misto-NI durante il 2004. Abbandonando il gruppo Misto-UDEUR-AP/AP-UDEUR/Pop-UDEUR: Pino Pisicchio il 22 gennaio, Carla Mazzuca Poggiolini il 27 luglio, Lorenzo Montecuollo il 7 novembre. Abbandonando il gruppo UDC: Giovanni Mongiello il 14 ottobre.

Un deputato subentrante aderisce al gruppo Misto-NI durante il 2004: Stefano Zara il 26 ottobre, in sostituzione di Gianfranco Cozzi del gruppo UDC.

Un deputato abbandona il gruppo Misto-NI durante il 2004. Aderisce al gruppo DL-Ulivo: Sergio D'Antoni il 16 novembre.

Una deputata del gruppo Misto-NI cessa dal mandato parlamentare durante il 2004: Alessandra Mussolini il 19 luglio, il 28 ottobre è sostituita da Sergio D'Antoni.
32. ↑  Nove deputati aderiscono al gruppo Misto-NI durante il 2005. Abbandonando il gruppo FI: Vittorio Sgarbi il 5 maggio, Paolo Santulli il 6 maggio, Ciro Falanga il 23 giugno, Luciano Sardelli il 6 ottobre. Abbandonando il gruppo UDC: Gianfranco Rotondi il 13 gennaio, Dorina Bianchi il 17 gennaio. Abbandonando il gruppo AN: Vincenzo Canelli il 28 luglio, Publio Fiori il 29 luglio. Abbandonando il gruppo DS-Ulivo: Italo Sandi il 24 giugno. 

Dodici deputati abbandonano il gruppo Misto-NI durante il 2005. Aderiscono al gruppo Misto-ED: Piergiorgio Martinelli, Lorenzo Montecuollo e Gianfranco Rotondi il 10 febbraio, Publio Fiori il 23 novembre. Aderiscono al gruppo Misto-Pop-UDEUR: Pino Pisicchio il 3 febbraio, Paolo Santulli il 13 giugno, Giovanni Mongiello il 21 giugno. Aderiscono al gruppo UDC: Pier Ferdinando Casini il 17 novembre, Vincenzo Canelli il 23 novembre, Italo Sandi il 22 dicembre. Aderiscono al gruppo DL-Ulivo: Dorina Bianchi il 23 marzo, Stefano Zara il 27 luglio.
33. ↑  Tre deputati aderiscono al gruppo Misto-NI durante il 2006. Abbandonando il gruppo Misto-Pop-UDEUR: Giovanni Mongiello il 9 febbraio, Pino Pisicchio il 28 febbraio. Abbandonando il gruppo DS-Ulivo: Giorgio Bogi il 3 febbraio.

Tre deputati abbandonano il gruppo Misto-NI durante il 2006. Aderiscono al gruppo Misto-MRE: Giorgio Bogi, Ciro Falanga e Carla Mazzuca Poggiolini l'8 febbraio.
34. ↑  Nove deputati aderiscono al gruppo Misto-SDI durante il 2001. Abbandonando il gruppo Misto-NI: Giuseppe Albertini, Enrico Boselli, Enrico Buemi, Enzo Ceremigna, Lello Di Gioia, Franco Grotto, Ugo Intini, Domenico Pappaterra e Roberto Villetti il 13 giugno.
35. ↑  Due deputati aderiscono al gruppo Misto-SDI-US durante il 2005. Abbandonando il gruppo Misto-CI: Nerio Nesi il 5 maggio. Abbandonando il gruppo DS-Ulivo: Giacomo Mancini il 26 settembre.
36. ↑  Sette deputati aderiscono al gruppo Misto-Udeur-PE durante il 2002. Abbandonando il gruppo DL-Ulivo: Nuccio Cusumano, Clemente Mastella, Massimo Ostillio, Luigi Pepe, Pino Pisicchio e Antonio Potenza il 27 giugno, Carla Mazzuca Poggiolini il 15 luglio.
37. ↑  Quattro deputati aderiscono al gruppo Misto-UDEUR-PE durante il 2003. Abbandonando il gruppo UDC: Lorenzo Montecuollo il 25 marzo. Abbandonando il gruppo DL-Ulivo: Sandro De Franciscis il 17 giugno. Abbandonando il gruppo FI: Maurizio Bertucci il 18 luglio. Abbandonando il gruppo Misto-NI: Lorenzo Acquarone il 15 settembre.
38. ↑  Quattro deputati abbandonano il gruppo Misto-UDEUR-AP/AP-UDEUR/Pop-UDEUR durante il 2004. Aderiscono al gruppo Misto-NI: Pino Pisicchio il 22 gennaio, Carla Mazzuca Poggiolini il 27 luglio, Lorenzo Montecuollo il 7 novembre. Aderisce al gruppo FI: Maurizio Bertucci il 24 febbraio.
39. ↑  Sette deputati aderiscono al gruppo Misto-Pop-UDEUR durante il 2005. Abbandonando il gruppo FI: Giampaolo Nuvoli il 3 gennaio, Sergio Iannuccilli e Antonio Oricchio il 1º febbraio, Ciro Borriello il 29 luglio. Abbandonando il gruppo Misto-NI: Pino Pisicchio il 3 febbraio, Paolo Santulli il 13 giugno, Giovanni Mongiello il 21 giugno.

Un deputato del gruppo Misto-Pop-UDEUR cessa dal mandato parlamentare durante il 2005: Massimo Ostillio il 3 novembre.
40. ↑  Due deputati abbandonano il gruppo Misto-Pop-UDEUR durante il 2006. Aderiscono al gruppo Misto-NI: Giovanni Mongiello il 9 febbraio, Pino Pisicchio il 28 febbraio.
41. ↑  Dieci deputati aderiscono al gruppo Misto-CI durante il 2001. Abbandonando il gruppo Misto-NI: Katia Bellillo, Armando Cossutta, Maura Cossutta, Oliviero Diliberto, Nerio Nesi, Gabriella Pistone, Marco Rizzo, Cosimo Sgobio e Saverio Vertone il 13 giugno. Abbandonando il gruppo DS-Ulivo: Claudio Franci il 13 giugno.
42. ↑  Un deputato del gruppo Misto-CI cessa dal mandato parlamentare durante il 2004: Marco Rizzo il 19 luglio, il 27 ottobre è sostituito da Severino Galante.
43. ↑  Un deputato aderisce al gruppo Misto-CI durante il 2005. Abbandonano il gruppo DS-Ulivo: Roberto Sciacca il 9 maggio.

Un deputato abbandona il gruppo Misto-CI durante il 2005. Aderisce al gruppo Misto-SDI-US: Nerio Nesi il 5 maggio.
44. ↑  Otto deputati aderiscono al gruppo Misto-V-Unione durante il 2001. Abbandonando il gruppo Misto-NI: Marco Boato, Mauro Bulgarelli, Paolo Cento, Laura Cima, Marco Lion, Alfonso Pecoraro Scanio, Carla Rocchi e Luana Zanella il 13 giugno.

Una deputata abbandona il gruppo Misto-Verdi-U durante il 2001. Aderisce al gruppo DL-Ulivo: Carla Rocchi il 18 luglio.
45. ↑  Sei deputati aderiscono al gruppo Misto-Lib-dem-Rep-NPSI durante il 2002. Abbandonando il gruppo Misto-NPSI: Bobo Craxi, Vincenzo Milioto e Chiara Moroni il 14 maggio. Abbandonando il gruppo Misto-NI: Michele Cossa, Giorgio La Malfa e Nicolò Nicolosi il 14 maggio.
46. ↑  Cinque deputati aderiscono al gruppo Misto-Min. ling. durante il 2001. Abbandonando il gruppo Misto-NI: Siegfried Brugger, Ivo Collé, Giuseppe Detomas, Johann Georg Widmann e Karl Zeller il 13 giugno.
47. ↑  Quattro deputati aderiscono al gruppo Misto-ED durante il 2005. Abbandonando il gruppo Misto-NI: Piergiorgio Martinelli, Lorenzo Montecuollo e Gianfranco Rotondi il 10 febbraio, Publio Fiori il 23 novembre.
48. ↑  Tre deputati aderiscono al gruppo Misto-MRE durante il 2006. Abbandonando il gruppo Misto-NI: Giorgio Bogi, Ciro Falanga e Carla Mazzuca Poggiolini l'8 febbraio.
49. ↑  Tre deputati aderiscono al gruppo Misto-NPSI durante il 2001. Abbandonando il gruppo Misto-NI: Bobo Craxi, Vincenzo Milioto e Chiara Moroni il 13 giugno.
50. ↑  Tre deputati abbandonano il gruppo Misto-NPSI durante il 2002. Aderiscono al gruppo Misto-Lib-dem-Rep-NPSI: Bobo Craxi, Vincenzo Milioto e Chiara Moroni il 14 maggio.
51. ↑  Undici deputati aderiscono al gruppo Misto-RC durante il 2001. Abbandonando il gruppo Misto-NI: Fausto Bertinotti, Titti De Simone, Elettra Deiana, Alfonso Gianni, Francesco Giordano, Ramon Mantovani, Graziella Mascia, Giuliano Pisapia, Giovanni Russo Spena, Tiziana Valpiana e Nichi Vendola il 13 giugno.

Undici deputati abbandonano il gruppo Misto-RC durante il 2001. Aderiscono al gruppo RC: Fausto Bertinotti, Titti De Simone, Elettra Deiana, Alfonso Gianni, Francesco Giordano, Ramon Mantovani, Graziella Mascia, Giuliano Pisapia, Giovanni Russo Spena, Tiziana Valpiana e Nichi Vendola il 18 giugno.

#### Modifiche nella nomenclatura dei gruppi parlamentari
1. ↑  Il gruppo CCD-CDU Biancofiore (CCD-CDU:BF) cambia nome in UDC (Unione democraticocristiana e di centro) (CCD-CDU) (UDC:CCD-CDU) il 14 febbraio 2002.

Il gruppo UDC (Unione democraticocristiana e di centro) (CCD-CDU) (UDC:CCD-CDU) cambia nome in UDC (Unione dei democratici cristiani e dei democratici di centro) (UDC) il 22 gennaio 2003.

Il gruppo UDC (Unione dei democratici cristiani e dei democratici di centro) (UDC) cambia nome in UDC Unione dei democratici cristiani e dei democratici di centro (CCD-CDU) (UDC:CCD-CDU) il 23 dicembre 2005.
2. ↑  Il gruppo Lega Nord Padania (LNP) cambia nome in Lega Nord Federazione Padana (LNFP) il 3 dicembre 2003.
3. ↑  Il gruppo Rifondazione Comunista (RC) si forma il 18 giugno 2001 con undici senatori aderenti provenienti dal gruppo Misto-RC.
4. ↑  La componente Socialisti democratici italiani (SDI) si forma il 13 giugno 2001 con nove deputati aderenti provenienti dal gruppo Misto-NI.

La componente cambia nome in SDI-Unità socialista (SDI-US) il 12 aprile 2005.

La componente cambia nome in La rosa nel pugno (RNP) il 29 novembre 2005.
5. ↑  La componente UDEUR-Popolari per l'Europa (UDEUR-PE) si forma il 1º luglio 2002 con sei deputati aderenti provenienti dal gruppo DL-Ulivo.

La componente cambia nome in UDEUR-Alleanza popolare (UDEUR-AP) il 22 novembre 2003.

La componente cambia nome in Alleanza popolare-UDEUR (AP-UDEUR) il 16 febbraio 2004.

La componente cambia nome in Popolari-UDEUR (Pop-UDEUR) il 9 settembre 2004.
6. ↑  La componente Comunisti italiani (CI) si forma il 13 giugno 2001 con nove deputati aderenti provenienti dal gruppo Misto-NI.
7. ↑  La componente Verdi-l'Ulivo (V-Ulivo) si forma il 13 giugno 2001 con otto deputati aderenti provenienti dal gruppo Misto-NI.

La componente cambia nome in Verdi - l'Unione (V-Unione) l'11 febbraio 2005.
8. ↑  La componente Liberal-democratici, Repubblicani, Nuovo PSI (Lib-dem-Rep-NPSI) si forma il 14 maggio 2002 con tre deputati aderenti provenienti dal gruppo NPSI e tre deputati aderenti provenienti dal gruppo Misto-NI.
9. ↑  La componente Minoranza linguistiche (Min. ling.) si forma il 13 giugno 2001 con cinque deputati aderenti provenienti dal gruppo Misto-NI.
10. ↑  La componente Ecologisti democratici (ED) si forma il 10 febbraio 2005 con tre deputati aderenti provenienti dal gruppo Misto-NI.
11. ↑  La componente MRE-Movimento Repubblicani Europei (MRE) si forma il 7 febbraio 2006 con tre deputati aderenti provenienti dal gruppo Misto-NI.
12. ↑  La componente Nuovo PSI (NPSI) si forma il 13 giugno 2001 con tre deputati aderenti provenienti dal gruppo Misto-NI.
13. ↑  La componente Rifondazione Comunista (RC) si forma il 13 giugno 2001 con undici deputati aderenti provenienti dal gruppo Misto-NI.

La componente cessa il 18 giugno 2001.

## Senato della Repubblica

### Consiglio di Presidenza

#### Presidente
Marcello Pera (FI)

#### Vicepresidenti
- Roberto Calderoli (LP) [fino al 20/07/2004]
- Domenico Fisichella (Misto)
- Cesare Salvi (DS-U)
- Lamberto Dini (Mar-DL-U)
- Francesco Moro (LP) [dal 29/09/2004]

#### Questori
- Francesco Servello (AN)
- Mauro Cutrufo (Misto-DC-Aut)
- Severino Lavagnini (Mar-DL-U) [fino all'11/03/2003]
- Michele Lauria (Mar-DL-U) [dal 27/03/2003 al 17/05/2005]
- Donato Veraldi (Mar-DL-U) [dal 18/05/2005]

#### Segretari
- Lodovico Pace (AN)
- Luigi Peruzzotti (LP)
- Sergio Travaglia (FI)
- Giuseppe Firrarello (FI)
- Ida Maria Dentamaro (Misto-Pop-UDEUR)
- Monica Bettoni Brandani (DS-U)
- Cinzia Dato (Mar-DL-U)
- Stefano Passigli (DS-U)
- Maria Rosaria Manieri (Misto-RNP) [dal 28/11/2001]
- Augusto Rollandin (Aut) [dal 28/11/2001]
- Angelo Muzio (Verdi-Un) [dal 28/11/2001]
- Antonio Battaglia (AN) [dal 12/12/2001]
- Francesco Tirelli (LP) [dal 12/12/2001]
- Luciano Callegaro (UDC) [dal 12/12/2001]

### Capigruppo parlamentari
| Gruppo parlamentare | Gruppo parlamentare                                                    | Presidente | Seggi    |
| ------------------- | ---------------------------------------------------------------------- | --- | -------- |
|                     | Forza Italia                                                           | Renato Schifani | 74 / 320 |
|                     | Democratici di Sinistra-L'Ulivo                                        | Gavino Angius | 64 / 320 |
|                     | Alleanza Nazionale                                                     | Domenico Nania | 46 / 320 |
|                     | Margherita - DL - L'Ulivo                                              | Willer Bordon | 35 / 320 |
|                     | Misto                                                                  | Cesare Marini | 34 / 320 |
|                     | Unione dei Democratici Cristiani e dei Democratici di Centro (CCD-CDU) | Francesco D'Onofrio | 30 / 320 |
|                     | Lega Padana                                                            | Roberto Castelli [fino all'11/06/2001]Francesco Moro [dal 13/06/2001 al 29/09/2004] Ettore Pietro Pirovano [dal 30/09/2004] | 17 / 320 |
|                     | Per le Autonomie                                                       | Helga Thaler Ausserhofer | 10 / 320 |
|                     | Verdi - L'Unione                                                       | Stefano Boco | 10 / 320 |

### Commissioni parlamentari
| #    | Commissione | Presidente | Presidente                 |
| ---- | --- | ---------- | -------------------------- |
| I    | Affari costituzionali, affari della Presidenza del Consiglio e dell'Interno, ordinamento generale dello Stato e della Pubblica Amministrazione |            | Andrea Pastore (FI)        |
| II   | Giustizia |            | Antonino Caruso (AN)       |
| III  | Affari esteri, emigrazione |            | Fiorello Provera (LP)      |
| IV   | Difesa |            | Domenico Contestabile (FI) |
| V    | Programmazione economica, bilancio |            | Antonio Azzollini (FI)     |
| VI   | Finanze e tesoro |            | Riccardo Pedrizzi (AN)     |
| VII  | Istruzione pubblica, beni culturali, ricerca scientifica, spettacolo e sport                                                                   |            | Franco Asciutti (FI)       |
| VIII | Lavori pubblici, comunicazioni |            | Luigi Grillo (FI)          |
| IX   | Agricoltura e produzione agroalimentare |            | Maurizio Ronconi (UDC)     |
| X    | Industria, commercio, turismo |            | Francesco Pontone (AN)     |
| XI   | Lavoro pubblico e privato, previdenza sociale                                                                                                  |            | Tomaso Zanoletti (UDC)     |
| XII  | Igiene e sanità |            | Antonio Tomassini (FI)     |
| XIII | Territorio, ambiente, beni ambientali |            | Emiddio Novi (FI)          |
| XIV  | Politiche dell'Unione europea |            | Mario Greco (FI)           |

### Riepilogo composizione
| Gruppo parlamentare alla Camera dei deputati | Gruppo parlamentare alla Camera dei deputati                                 | Gruppo parlamentare alla Camera dei deputati                                 | Gruppo parlamentare alla Camera dei deputati                                 | Inizio legislatura | 2001 | 2002 | 2003 | 2004 | 2005 | Fine legislatura |
| -------------------------------------------- | ---------------------------------------------------------------------------- | ---------------------------------------------------------------------------- | ---------------------------------------------------------------------------- | ------------------ | ---- | ---- | ---- | ---- | ---- | ---------------- |
|                                              | Forza Italia (FI)                                                            | Forza Italia (FI)                                                            | Forza Italia (FI)                                                            | 82                 | 82   | 80   | 80   | 76   | 74   | 74               |
|                                              | Democratici di Sinistra - l'Ulivo (DS-U)                                     | Democratici di Sinistra - l'Ulivo (DS-U)                                     | Democratici di Sinistra - l'Ulivo (DS-U)                                     | 65                 | 65   | 64   | 64   | 63   | 64   | 64               |
|                                              | Alleanza Nazionale (AN)                                                      | Alleanza Nazionale (AN)                                                      | Alleanza Nazionale (AN)                                                      | 45                 | 45   | 46   | 47   | 47   | 46   | 46               |
|                                              | Margherita - DL - L'Ulivo (Mar-DL-U)                                         | Margherita - DL - L'Ulivo (Mar-DL-U)                                         | Margherita - DL - L'Ulivo (Mar-DL-U)                                         | 43                 | 41   | 37   | 36   | 35   | 35   | 35               |
|                                              | Unione dei Democratici Cristiani e dei Democratici di Centro (CCD-CDU) (UDC) | Unione dei Democratici Cristiani e dei Democratici di Centro (CCD-CDU) (UDC) | Unione dei Democratici Cristiani e dei Democratici di Centro (CCD-CDU) (UDC) | 29                 | 29   | 29   | 30   | 31   | 30   | 30               |
|                                              | Lega Padana (LP)                                                             | Lega Padana (LP)                                                             | Lega Padana (LP)                                                             | 17                 | 17   | 17   | 17   | 17   | 17   | 17               |
|                                              | Per le Autonomie (Aut)                                                       | Per le Autonomie (Aut)                                                       | Per le Autonomie (Aut)                                                       | 10                 | 10   | 11   | 10   | 10   | 10   | 10               |
|                                              | Verdi - l'Unione (Verdi-Un)                                                  | Verdi - l'Unione (Verdi-Un)                                                  | Verdi - l'Unione (Verdi-Un)                                                  | 10                 | 10   | 10   | 10   | 10   | 10   | 10               |
|                                              | Gruppo misto                                                                 |                                                                              | Non iscritti                                                                 | 5                  | 5    | 5    | 5    | 7    | 7    | 7                |
|                                              | Gruppo misto                                                                 | La Rosa nel Pugno (Rnp)                                                      | 6                                                                            | 6                  | 6    | 6    | 6    | 6    | 6    |                  |
|                                              | Gruppo misto                                                                 | Popolari-UDEUR (UDEUR)                                                       | —                                                                            | —                  | 4    | 4    | 5    | 5    | 5    |                  |
|                                              | Gruppo misto                                                                 | Rifondazione Comunista (RC)                                                  | 4                                                                            | 4                  | 3    | 3    | 3    | 4    | 4    |                  |
|                                              | Gruppo misto                                                                 | Comunista (Com)                                                              | 2                                                                            | 2                  | 2    | 2    | 2    | 2    | 2    |                  |
|                                              | Gruppo misto                                                                 | Libertà e Giustizia per l'Ulivo (Cant)                                       | 1                                                                            | 1                  | 1    | 1    | 2    | 2    | 2    |                  |
|                                              | Gruppo misto                                                                 | Italia dei Valori (IdV)                                                      | —                                                                            | —                  | —    | —    | —    | 2    | 2    |                  |
|                                              | Gruppo misto                                                                 | Lega per l'Autonomia - Alleanza Lombarda (LAL)                               | 1                                                                            | 1                  | 1    | 1    | 1    | 1    | 1    |                  |
|                                              | Gruppo misto                                                                 | Nuovo PSI (NPSI)                                                             | 1                                                                            | 1                  | 1    | 1    | 1    | 1    | 1    |                  |
|                                              | Gruppo misto                                                                 | Partito Repubblicano Italiano (PRI)                                          | 1                                                                            | 1                  | 1    | 1    | 1    | 1    | 1    |                  |
|                                              | Gruppo misto                                                                 | Casa delle Libertà (CdL)                                                     | —                                                                            | —                  | —    | —    | 1    | 1    | 1    |                  |
|                                              | Gruppo misto                                                                 | Movimento Idea Sociale (MIS)                                                 | —                                                                            | —                  | —    | —    | —    | 1    | 1    |                  |
|                                              | Gruppo misto                                                                 | Democrazia Cristiana per le Autonomie (DC-Aut)                               | —                                                                            | —                  | —    | —    | —    | 1    | 1    |                  |
|                                              | Gruppo misto                                                                 | Movimento Sociale Fiamma Tricolore (MSI-Fiamma)                              | 1                                                                            | 1                  | 1    | 1    | 1    | —    | —    |                  |
|                                              | Gruppo misto                                                                 | Movimento Territorio Lombardo (MTL)                                          | 1                                                                            | 1                  | 1    | 1    | —    | —    | —    |                  |
|                                              | Gruppo misto                                                                 | Indipendente-Casa delle Libertà                                              | —                                                                            | —                  | 1    | 1    | —    | —    | —    |                  |
| Totale Gruppo misto                          | Totale Gruppo misto                                                          | 23                                                                           | 23                                                                           | 27                 | 27   | 30   | 34   | 34   |      |                  |
| Totale                                       | Totale                                                                       | Totale                                                                       | Totale                                                                       | 324                | 322  | 321  | 321  | 319  | 320  | 320              |

#### Modifiche intervenute nella composizione dei gruppi parlamentari
1. ↑  Due senatori abbandonano il gruppo FI durante il 2002. Aderisce al gruppo Misto-Udeur-PE: Alfredo D'Ambrosio il 26 giugno. Aderisce al gruppo Aut: Aventino Frau il 31 luglio.
2. ↑  Un senatore aderisce al gruppo FI durante il 2004. Abbandonando il gruppo Misto-MTL: Valerio Carrara il 4 maggio.

Tre senatori abbandonano il gruppo FI durante il 2004. Aderiscono al gruppo Misto-NI: Filadelfio Basile e Sebastiano Sanzarello il 27 aprile. Aderisce al gruppo Misto-CdL: Salvatore Lauro il 30 dicembre.

Due senatori del gruppo FI decedono durante il 2004: Guido Mainardi il 25 settembre, il 27 gennaio 2005 è sostituito da Massimo Donadi che aderisce al gruppo Misto-IdV; Giuseppe Degennaro il 23 ottobre, il 1º febbraio 2005 è sostituito da Nicola Latorre, che aderisce al gruppo DS-U.
3. ↑  Un senatore abbandona il gruppo FI durante il 2005. Aderisce al gruppo Misto-NI: Rocco Salini il 15 luglio.

Un senatore del gruppo FI decede durante il 2005: Enrico Rizzi il 6 dicembre.
4. ↑  Un senatore del gruppo DS-U cessa dal mandato parlamentare durante il 2002: Luigi Berlinguer il 24 luglio, il 6 novembre è sostituito da Luciano Modica.

Un senatore del gruppo DS-U decede durante il 2002: Francesco De Martino il 18 novembre.
5. ↑  Un senatore aderisce al gruppo DS-U durante il 2004. Abbandonando il gruppo Misto-NI: Sergio Zavoli il 9 marzo.

Un senatore subentrante aderisce al gruppo DS-U durante il 2004: Giovanni Legnini il 26 luglio, in sostituzione di Ottaviano Del Turco del gruppo Misto-SDI.

Due senatori abbandonano il gruppo DS-U durante il 2004. Aderisce al gruppo Misto-NI: Tana De Zulueta il 23 febbraio. Aderisce al gruppo Misto-LGU: Antonio Falomi il 23 febbraio.

Un senatore del gruppo DS-U decede durante il 2004: Norberto Bobbio il 9 gennaio.
6. ↑  Un senatore aderisce al gruppo DS-U durante il 2005. Nominato senatore a vita: Giorgio Napolitano il 29 settembre.

Un senatore subentrante aderisce al gruppo DS-U durante il 2005: Nicola Latorre il 1º febbraio, in sostituzione di Giuseppe Degennaro del gruppo FI.

Un senatore del gruppo DS-U cessa dal mandato parlamentare durante il 2005: Claudio Petruccioli il 14 settembre.
7. ↑  Un senatore subentrante aderisce al gruppo AN durante il 2002: Roberto Ulivi il 26 novembre, in sostituzione di Giorgio Malentacchi del gruppo Misto-RC.
8. ↑  Un senatore subentrante aderisce al gruppo AN durante il 2003: Stefano Morselli l'11 febbraio, in sostituzione di Gianluigi Magri del gruppo UDC.
9. ↑  Un senatore abbandona il gruppo AN durante il 2005. Aderisce al gruppo Misto-NI: Domenico Fisichella il 20 novembre.
10. ↑  Due senatori del gruppo Mar-DL-U decedono durante il 2001: Paolo Emilio Taviani il 18 giugno; Carlo Bo il 21 luglio.
11. ↑  Quattro senatori abbandonano il gruppo Mar-DL-U durante il 2002. Aderiscono al gruppo Misto-Udeur-PE: Mauro Fabris, Ida Maria Dentamaro, Nicodemo Filippelli ed Egidio Pedrini il 25 giugno.
12. ↑  Un senatore abbandona il gruppo Mar-DL-U durante il 2003. Aderisce al gruppo Misto-Udeur-PE: Franco Righetti il 20 luglio.

Un senatore del gruppo Mar-DL-U decede durante il 2003: Severino Lavagnini l'11 marzo, il 25 giugno è sostituito da Luigi Zanda.
13. ↑  Una senatrice del gruppo Mar-DL-U cessa dal mandato parlamentare durante il 2004: Patrizia Toia il 19 luglio, il 26 luglio è sostituita da Roberto Biscardini che aderisce al gruppo Misto-SDI.
14. ↑  Un senatore aderisce al gruppo Mar-DL-U durante il 2005. Abbandonando il gruppo Misto-NI: Filadelfio Basile il 6 maggio.

Un senatore abbandona il gruppo Mar-DL-U durante il 2005. Aderisce al gruppo Misto-IdV: Nello Formisano il 26 gennaio.
15. ↑  Due senatori aderiscono al gruppo UDC durante il 2003. Abbandonando il gruppo Aut: Giuseppe Ruvolo e Francesco Salzano il 1º ottobre.

Un senatore del gruppo UDC cessa dal mandato parlamentare durante il 2003: Gianluigi Magri il 6 febbraio, l'11 febbraio è sostituito da Stefano Morselli che aderisce al gruppo AN.
16. ↑  Un senatore aderisce al gruppo UDC durante il 2004. Abbandonando il gruppo Misto-NI: Sebastiano Sanzarello il 14 luglio.
17. ↑  Un senatore abbandonando il gruppo UDC durante il 2004. Aderisce al gruppo Misto-DC-Aut: Mauro Cutrufo il 19 luglio.
18. ↑  Un senatore aderisce al gruppo Aut durante il 2002. Abbandonando il gruppo FI: Aventino Frau il 1º agosto.
19. ↑  Due senatori aderiscono al gruppo Aut durante il 2003. Abbandonando il gruppo Misto-Udeur-PE: Egidio Pedrini il 2 ottobre. Abbandonando il gruppo Misto-NI: Francesco Cossiga il 6 novembre. 

Due senatori abbandonano il gruppo Aut durante il 2003. Aderiscono al gruppo UDC: Giuseppe Ruvolo e Francesco Salzano il 30 settembre.

Un senatore del gruppo Aut decede durante il 2003: Gianni Agnelli il 24 gennaio.
20. ↑  Una senatrice aderisce al gruppo Verdi-Un durante il 2005. Abbandonando il gruppo Misto-NI: Tana De Zulueta il 2 marzo.

Un senatore abbandona il gruppo Verdi-Un durante il 2005. Aderisce al gruppo Misto-RC: Francesco Martone il 4 aprile.
21. ↑  Una senatrice aderisce al gruppo Misto-NI durante il 2001. Nominata senatrice a vita: Rita Levi-Montalcini il 6 agosto.

Un senatore del gruppo Misto-NI decede durante il 2001: Giovanni Leone l'8 novembre.
22. ↑  Un senatore aderisce al gruppo Misto-NI durante il 2003. Nominato senatore a vita: Emilio Colombo il 21 gennaio.

Un senatore abbandona il gruppo Misto-NI durante il 2003. Aderisce al gruppo Aut: Francesco Cossiga il 5 novembre.
23. ↑  Quattro senatori aderiscono al gruppo Misto-NI durante il 2004. Abbandonando il gruppo DS-U: Tana De Zulueta il 26 febbraio. Abbandonando il gruppo FI: Filadelfio Basile e Sebastiano Sanzarello il 28 aprile. Nominato senatore a vita: Mario Luzi il 3 novembre.

Due senatori abbandonano il gruppo Misto-NI durante il 2004. Aderisce al gruppo DS-U: Sergio Zavoli l'8 marzo. Aderisce al gruppo UDC: Sebastiano Sanzarello il 13 luglio.
24. ↑  Tre senatori aderiscono al gruppo Misto-NI durante il 2005. Abbandonando il gruppo FI: Rocco Salini il 16 luglio. Nominato senatore a vita: Sergio Pininfarina il 29 settembre. Abbandonando il gruppo AN: Domenico Fisichella il 21 novembre.

Due senatori abbandonano il gruppo Misto-NI durante il 2005. Aderisce al gruppo Verdi-Un: Tana De Zulueta il 1º marzo. Aderisce al gruppo Mar-DL-U: Filadelfio Basile il 5 maggio.

Un senatore del gruppo Misto-NI decede durante il 2005: Mario Luzi il 28 febbraio.
25. ↑  Un senatore subentrante aderisce al gruppo Misto-SDI durante il 2004: Roberto Biscardini il 26 luglio, in sostituzione di Patrizia Toia del gruppo Mar-DL-U. 

Un senatore del gruppo Misto-SDI cessa dal mandato parlamentare durante il 2004: Ottaviano Del Turco il 19 luglio, il 26 luglio è sostituito da Giovanni Legnini, che aderisce al gruppo DS-U.
26. ↑  X senatori aderiscono al gruppo Misto-Udeur-PE durante il 2002. Abbandonando il gruppo Mar-DL-U: Mauro Fabris, Ida Maria Dentamaro, Nicodemo Filippelli ed Egidio Pedrini il 26 giugno. Abbandonando il gruppo FI: Alfredo D'Ambrosio il 27 giugno.

X senatori abbandonano il gruppo Misto-Udeur-PE durante il 2002. Aderisce al gruppo Misto-Ind-CdL: Alfredo D'Ambrosio l'11 novembre.
27. ↑  Un senatore aderisce al gruppo Misto-Udeur-PE durante il 2003. Abbandonando il gruppo Mar-DL-U: Franco Righetti il 30 luglio.

Un senatore abbandona il gruppo Misto-Udeur-PE durante il 2003. Aderisce al gruppo Aut: Egidio Pedrini il 1º ottobre.
28. ↑  Un senatore aderisce al gruppo Misto-AP-Udeur durante il 2004. Abbandonando il gruppo Misto-Ind-CdL: Alfredo D'Ambrosio il 6 luglio.
29. ↑  Un senatore del gruppo Misto-RC cessa dal mandato parlamentare durante il 2002: Giorgio Malentacchi il 20 novembre, il 26 novembre è sostituito da Roberto Ulivi che aderisce al gruppo AN.
30. ↑  Un senatore aderisce al gruppo Misto-RC durante il 2005. Abbandonando il gruppo Verdi-Un: Francesco Martone il 5 aprile.
31. ↑  Il gruppo Libertà e Giustizia per l'Ulivo (LGU) muta la sigla in Cant il 1º marzo 2005.
32. ↑  Un senatore aderisce al gruppo Misto-LGU durante il 2004. Abbandonando il gruppo DS-U: Antonio Falomi il 26 febbraio.
33. ↑  Un senatore aderisce al gruppo Misto-IdV durante il 2005. Abbandonando il gruppo Mar-DL-U: Nello Formisano il 27 gennaio.

Un senatore subentrante aderisce al gruppo Misto-IdV durante il 2005: Massimo Donadi il 27 gennaio, in sostituzione di Guido Mainardi del gruppo FI.
34. ↑  Un senatore aderisce al gruppo Misto-CdL durante il 2004. Abbandonando il gruppo FI: Salvatore Lauro il 31 dicembre.
35. ↑  Un senatore aderisce al gruppo MIS durante il 2005. Abbandonando il gruppo MSI-Fiamma: Luigi Caruso il 3 marzo.
36. ↑  Un senatore aderisce al gruppo Misto-DC-Aut durante il 2004. Abbandonando il gruppo UDC: Mauro Cutrufo il 20 luglio.
37. ↑  Un senatore abbandona il gruppo MSI-Fiamma durante il 2005. Aderisce al gruppo MIS: Luigi Caruso il 2 marzo.
38. ↑  Un senatore abbandona il gruppo Misto-MTL durante il 2004. Aderisce al gruppo FI: Valerio Carrara il 3 maggio.
39. ↑  Un senatore aderisce al gruppo Misto-Ind-CdL durante il 2002. Abbandonando il gruppo Misto-Udeur-PE: Alfredo D'Ambrosio il 12 novembre.
40. ↑  Un senatore abbandona il gruppo Misto-Ind-CdL durante il 2004. Aderisce al gruppo Misto-AP-Udeur: Alfredo D'Ambrosio il 5 luglio.

#### Modifiche nella nomenclatura dei gruppi parlamentari
1. ↑  Il gruppo Margherita (Mar) cambia nome in Margherita - DL - L'Ulivo (Mar-DL-U) il 12 giugno 2001.
2. ↑  Il gruppo CCD-CDU: Biancofiore (CCD-CDU:BF) cambia nome in Unione Democristiana e di Centro (UDC:CCD-CDU-DE) il 15 febbraio 2002.

Il gruppo cambia nome in Unione Democristiana e di Centro (UDC) il 6 febbraio 2003.

Il gruppo cambia nome in Unione dei democratici cristiani e dei democratici di centro (CCD-CDU) (UDC) il 22 dicembre 2005.
3. ↑  Il gruppo Lega Nord Padania (LNP) cambia nome in Lega Padana (LP) il 12 marzo 2002.
4. ↑  Il gruppo Verdi - l'Ulivo (Verdi-U) cambia nome in Verdi - l'Unione (Verdi-Un) il 10 febbraio 2005.
5. ↑  La componente Socialisti Democratici Italiani (SDI) cambia nome in Socialisti Democratici Italiani - Unità Socialista (SDI-US) il 23 febbraio 2005.

La componente cambia nome in Rosa nel pugno (Rnp) il 30 novembre 2005.
6. ↑  La componente Udeur-Popolari per l'Europa (Udeur-PE) si forma il 26 giugno 2002 con quattro senatori aderenti provenienti dal gruppo Mar-DL-U e un senatore aderente proveniente dal gruppo FI.

La componente cambia nome in Alternativa Popolare-Udeur (AP-Udeur) il 22 novembre 2003.

La componente cambia nome in Popolari-Udeur (Pop-Udeur) il 1º settembre 2004.
7. ↑  La componente Italia dei Valori (IdV) si forma il 27 gennaio 2005 con un senatore aderente proveniente dal gruppo Mar-DL-U e un senatore aderente subentrante.
8. ↑  La componente Casa delle Libertà (CdL) si forma il 31 dicembre 2004 con un senatore aderente proveniente dal gruppo FI.
9. ↑  La componente Movimento Idea Sociale (MIS) si forma il 3 marzo 2005 con un senatore aderente proveniente dal gruppo Misto-MSI-Fiamma.
10. ↑  La componente Democrazia Cristiana per le Autonomie (DC-Aut) si forma il 19 luglio 2005 con un senatore aderente proveniente dal gruppo UDC.
11. ↑  La componente Movimento Territorio Lombardo (MTL) cessa il 3 maggio 2004.
12. ↑  La componente Indipendente-Casa delle Libertà (Ind-CdL) si forma il 12 novembre 2002 con un senatore aderente proveniente dal gruppo Misto-Udeur-PE.

La componente cessa il 5 luglio 2004.